# Терженка
Терженка — река в России, протекает по Белорецкому району Башкортостана. Устье реки находится в 0,9 км по правому берегу реки Миселя. Длина реки составляет 11 км.

## Данные водного реестра
По данным государственного водного реестра России относится к Камскому бассейновому округу, водохозяйственный участок реки — Белая от истока до водомерного поста Арский Камень, речной подбассейн реки — Белая. Речной бассейн реки — Кама.
Код объекта в государственном водном реестре — 10010200112111100016861.

## Топографическая карта
- Лист карты N-40-69 Шушпа. Масштаб: 1 : 100 000. Издание 1979 г.